# Дејмон Гаптон
Дејмон Гаптон (енгл. Damon Gupton; 4. јануар 1973) амерички је глумац. Гаптон је најпознатији по улози Стивена Вокера у серији Злочиначки умови.